# Atletica leggera ai Giochi della XXVII Olimpiade
Ai Giochi della XXVII Olimpiade di Sydney nel 2000 vennero assegnati 46 titoli in gare di atletica leggera, di cui 24 maschili e 22 femminili.
- Durata del programma: dal 22 settembre al 1º ottobre.
- Nazioni partecipanti: 193[1]
- Numero di atleti iscritti: 2.137, di cui 1.257 uomini e 880 donne[1]
- Sede delle gare: Stadium Australia di Sydney.
- Programma femminile: vengono introdotti salto con l'asta e lancio del martello. I 20 km sostituiscono i 10 km di marcia.
- Nell'atletica maschile: 3 nuovi record olimpici, nessun record mondiale.
- Nell'atletica femminile: 7 nuovi record olimpici, nessun record mondiale.

## Partecipazione
A Sydney sono presenti nelle gare di atletica leggera 193 nazioni, il numero più alto raggiunto finora. Le squadre più numerose sono quelle dei seguenti Paesi:
- Stati Uniti (116)
- Russia (109)
- Australia (82)
- Gran Bretagna (72)
- Germania (64)
- Spagna (58)
- Ucraina (54)
- Francia (53)
- Italia (47)
- Grecia (43)
- Giamaica (43)
- Giappone (40)
- Ungheria (37)
- Canada (36)
- Kenya (36)

- Polonia (35)
- Cuba (33)
- Irlanda (32)
- Bielorussia (31)
- Nigeria (28)
- Cina (26)
- Kazakistan (25)
- Etiopia (24)
- India (24)
- Jugoslavia (24)
- Marocco (24)
- Rep. Ceca (24)
- Finlandia (23)
- Romania (23)
- Sudafrica (23)

- Bulgaria (22)
- Messico (22)
- Uzbekistan (22)
- Algeria (21)
- Portogallo (21)
- Bahamas (19)
- Brasile (18)
- Ghana (18)
- Lituania (18)
- Slovacchia (16)
- Croazia (15)
- Trinidad e Tobago (15)
- Svezia (14)

I seguenti Paesi, oltre all'Australia, allestiscono una squadra in tutte e quattro le staffette: Stati Uniti, Russia, Gran Bretagna, Giamaica, Australia e Nigeria.
Sono 5 i Paesi che partecipano per la prima volta:
- Brunei
- Eritrea
- Micronesia
- Palau
- Macedonia

## Nuovo regolamento
- È stato modificato il baricentro del giavellotto. La nuova lista del record mondiale è stata aperta nel 1999.

## Risultati delle gare
Si segnalano le vittorie di atleti ormai "veterani" come il céco Jan Železný nel giavellotto (34 anni), la tedesca Heike Drechsler nel lungo (36 anni) e la bulgara Ėlina Z'verava nel disco (39 anni, la campionessa olimpica più matura della storia).
Dalla parte opposta, la polacca Kamila Skolimowska conquista l'edizione inaugurale del martello femminile all'età di 18 anni.

## Lotta al doping
I maggiori controlli anti-doping hanno effetti sulle prestazioni, portando a un livellamento verso il basso. Paragonati ai precedenti Giochi del 1996, i risultati degli atleti vincitori sono inferiori in ben 26 finali. L'ultima volta che un'edizione delle Olimpiadi si concluse senza record mondiali fu Londra 1948.
Da questa edizione dei Giochi le provette contenenti le urine degli atleti vengono conservate per almeno otto anni. La velocista statunitense Marion Jones vince cinque medaglie: tre d'oro (100, 200 piani e staffetta 4x400) e due di bronzo (4x100 e Lungo). 

Nel 2007 verrà trovata positiva. Nasce un caso di risonanza mondiale. La velocista americana è raggiunta anche da un'inchiesta penale. Davanti ai giudici l'olimpionica confessa e il 12 dicembre 2007 il Comitato Olimpico Internazionale cancella i risultati dell'atleta.
Nel 2009 il CIO decide di riassegnare alcune delle medaglie perse dalla velocista statunitense. La terza classificata, Tayna Lawrence (Giamaica), sale in seconda posizione. Merlene Ottey viene promossa dal quarto al terzo posto. La giamaicana, nata nel 1960, diventa, all'età di 40 anni, la più matura medagliata dello sprint nella storia dell'Atletica leggera ai Giochi olimpici. Quanto alla seconda classificata, Ekateríni Thánou (Grecia), viene osservato che 
non si è presentata ai controlli antidoping dei successivi Giochi di Atene del 2004. Si decide di non assegnarle la vittoria: la greca è "retrocessa" al secondo posto a pari merito con la Lawrence.
Il titolo dei 200 m viene attribuito a Pauline Davis-Thompson (Bahamas), con conseguente promozione al 2º ed al 3º posto, rispettivamente, di Susanthika Jayasinghe (Sri Lanka) e Beverly McDonald (Giamaica). Il bronzo del salto in lungo viene assegnato alla russa Tat'jana Kotova, mentre le medaglie delle staffette 4x100 e 4x400 sono state riassegnate dopo una vertenza giudiziaria. Inizialmente tolte alle staffette statunitensi da parte del Comitato olimpico internazionale, dopo un ricorso delle stesse atlete contro la decisione, nel 2010 il Tribunale Arbitrale dello Sport ha riassegnato le medaglie alle squadre statunitensi, con la motivazione che nel 2000 non esisteva nessuna norma attraverso la quale il CIO potesse squalificare una squadra intera per il doping di un solo atleta.

## Medagliere
Gli Stati Uniti guidano il medagliere, ma gli ori sottratti a Marion Jones fanno sì che quella di Sydney sia la spedizione meno produttiva di titoli olimpici, solo 7, contro una media di 12/13 nelle tre passate edizioni.
Complessivamente vincono medaglie 44 nazioni (due in più di Atlanta), anche se 21 di esse ne ottengono una in tutto.
| Posizione | Paese             | Oro | Argento | Bronzo | Totale |
| --------- | ----------------- | --- | ------- | ------ | ------ |
| 1         | Stati Uniti       | 7   | 4       | 5      | 16     |
| 2         | Etiopia           | 4   | 1       | 3      | 8      |
| 3         | Polonia           | 4   | 0       | 0      | 4      |
| 4         | Russia            | 3   | 4       | 6      | 13     |
| 5         | Kenya             | 2   | 3       | 2      | 7      |
| 6         | Cuba              | 2   | 2       | 2      | 6      |
| 6         | Gran Bretagna     | 2   | 2       | 2      | 6      |
| 8         | Germania          | 2   | 1       | 2      | 5      |
| 9         | Bahamas           | 2   | 0       | 1      | 3      |
| 10        | Bielorussia       | 2   | 0       | 3      | 5      |
| 11        | Grecia            | 1   | 3       | 0      | 4      |
| 12        | Romania           | 1   | 2       | 2      | 5      |
| 12        | Australia         | 1   | 2       | 0      | 3      |
| 14        | Algeria           | 1   | 1       | 2      | 4      |
| 15        | Rep. Ceca         | 1   | 1       | 0      | 2      |
| 15        | Norvegia          | 1   | 1       | 0      | 2      |
| 15        | Nigeria           | 1   | 1       | 0      | 2      |
| 18        | Bulgaria          | 1   | 0       | 0      | 1      |
| 18        | Cina              | 1   | 0       | 0      | 1      |
| 18        | Estonia           | 1   | 0       | 0      | 1      |
| 18        | Finlandia         | 1   | 0       | 0      | 1      |
| 18        | Giappone          | 1   | 0       | 0      | 1      |
| 18        | Kazakistan        | 1   | 0       | 0      | 1      |
| 18        | Lituania          | 1   | 0       | 0      | 1      |
| 18        | Mozambico         | 1   | 0       | 0      | 1      |
| 26        | Giamaica          | 0   | 6       | 3      | 9      |
| 27        | Italia            | 0   | 2       | 0      | 2      |
| 28        | Marocco           | 0   | 1       | 3      | 4      |
| 29        | Sudafrica         | 0   | 1       | 2      | 3      |
| 30        | Messico           | 0   | 1       | 1      | 2      |
| 30        | Trinidad e Tobago | 0   | 1       | 1      | 2      |
| 32        | Austria           | 0   | 1       | 0      | 1      |
| 32        | Brasile           | 0   | 1       | 0      | 1      |
| 32        | Danimarca         | 0   | 1       | 0      | 1      |
| 32        | Irlanda           | 0   | 1       | 0      | 1      |
| 32        | Arabia Saudita    | 0   | 1       | 0      | 1      |
| 32        | Lettonia          | 0   | 1       | 0      | 1      |
| 32        | Sri Lanka         | 0   | 1       | 0      | 1      |
| 38        | Ucraina           | 0   | 0       | 2      | 2      |
| 39        | Barbados          | 0   | 0       | 1      | 1      |
| 39        | Spagna            | 0   | 0       | 1      | 1      |
| 39        | Islanda           | 0   | 0       | 1      | 1      |
| 39        | Portogallo        | 0   | 0       | 1      | 1      |
| 39        | Svezia            | 0   | 0       | 1      | 1      |
| Totale    | Totale            | 45  | 47      | 47     | 139    |